# Róbert Szelepcsényi
Róbert Szelepcsényi (n. 1967) fue un estudiante eslovaco de ascendencia húngara, miembro de la Facultad de Matemáticas, Física e Informática de la Universidad Comenius de Bratislava, ubicada en la capital eslovaca Bratislava.
Sus resultados en la clausura de espacio no determinista bajo complemento, también obtenido independientemente en 1987 por Neil Immerman (y conocido actualmente como el Teorema de Immerman–Szelepcsényi), les significó a ambos el Premio Gödel de la ACM y la EATCS en 1995.

## Artículos científicos
- Róbert Szelepcsényi: The Method of Forced Enumeration for Nondeterministic Autómata. Acta Informatica 26(3): 279-284 (1988)